# Атол (Масачусетс)
Атол (енгл. Athol) насељено је место без административног статуса у америчкој савезној држави Масачусетс.

## Демографија
По попису из 2010. године број становника је 8.265, што је 105 (-1,3%) становника мање него 2000. године.
| Група             | 2000.         | 2010.         |
| Белци             | 7.932 (94,8%) | 7.639 (92,4%) |
| Афроамериканци    | 64 (0,8%)     | 85 (1,0%)     |
| Азијати           | 35 (0,4%)     | 78 (0,9%)     |
| Хиспаноамериканци | 183 (2,2%)    | 326 (3,9%)    |
| Укупно            | 8.370         | 8.265         |